# 丸源竹内組
株式会社丸源竹内組（まるげんたけうちぐみ、英文社名：Marugen Takeuchigumi Company, Ltd）は、静岡県浜松市中央区に拠点を置き、建設工事・土木工事・環境ソリューション事業等を提供する企業。

## 概説
株式会社丸源竹内組は、1974年10月7日、静岡県浜松市に設立。創立1932年1月6日
建設工事(住宅・事務所・工場)、土木工事(造成・駐車場・外構工事)、舗装工事(駐車場・工場通路・新設/補修工事)、リフォーム・内装工事、外装工事、耐震補強工事、環境ソリューション事業、機械設備架台工事などを行っている。
社訓は「洗心、誠心、正心」

## 主力製品・事業：遮熱ミックス
遮熱ミックスは、窓ガラス、天窓、壁、屋根、アスファルトまで、建物・施設に総合的な遮熱対策をすることができる総合プラン。
工場・倉庫・事務所ビル・店舗などの窓ガラスや天窓には、独自開発した遮熱塗料を塗布することにより、紫外線を99.9％カット、赤外線も70～95％カットすることが可能になる。熱を感じる可視光線もガラス面を乳白色に仕上げることで、明るさをキープしながら熱をカットすることが可能。（可視光線をコントロールすることに成功）
屋根には塗るだけで部材表面にマイナス10度以上の効果をもたらす「熱交換塗装」を、壁には輻射熱を遮る「遮熱シート」を貼ることにより、同じくマイナス9度以上の効果が実証されている。
建物周辺の気温を上昇させるアスファルトにも、特殊塗装を施すことで照り返しを大幅に減少させることができる。（温度実測値マイナス10℃以上の効果）

## 遮熱がもたらす様々なメリット
作業効率・暖房効率をアップしつつ、電気代を削減することが可能になる。
総合的な遮熱対策を施すことで、涼しくなることによる作業効率や社員のモチベーションの向上をはじめ、冷房にかかる電気代も大幅に減少します。遮熱対策にかかるイニシャルコストは、電気代との差し引きにより数年でペイできる可能性が高く、長い目でトータルコストを考えれば企業に大きな利益をもたらすことが可能。
また、冬でも暖められた室内の熱を外に逃がしにくく、冷気が入りにくいので暖房効率も向上。

## 沿革
- 1932年（昭和7年）1月6日 - 初代　竹内源次　浜松市西区舞阪町にて創業
- 1948年（昭和23年） - 浜松市中区東伊場（現在地）に移転
- 1974年（昭和49年）10月17日 - 有限会社丸源竹内組を設立
- 1974年（昭和49年）11月15日 - 一般建設業許可取得
- 1984年（昭和59年）1月4日 - 倉松倉庫･作業所の新設
- 1989年（平成元年）4月3日 - 社屋新設
- 1989年（平成元年）12月1日 - 有限会社丸源竹内組二級建築士事務所開設
- 1994年（平成6年）10月17日 - 代表取締役に竹内恒夫就任
- 2004年（平成16年）4月5日 - 資本金4,800万円に増資
- 2004年（平成16年）7月10日 - 株式会社へ組織変更
- 2005年（平成17年）11月14日 - 産業廃棄物収集運搬業許可取得
- 2018年（平成30年）5月 - 窓ガラス遮熱塗料開発、遮熱対策総合プラン「遮熱ミックス」商品化
- 2019年（令和元年）6月21日 - 代表取締役会長に竹内恒夫就任、代表取締役社長に竹内隆介就任

## 事業所
〒432-8036　静岡県浜松市中央区東伊場二丁目１１番２１号

## 参考
- 日本経済新聞（丸源竹内組、窓向け遮熱塗料を3割増産）
- 静岡新聞（浜松市中区の丸源竹内組　環境省の特別賞受賞　窓遮熱塗料事業　カーボンニュートラル推進評価）
- 浜松商工会議所（カーボンニュートラス支援企業紹介）